# Chris Chambliss
Pour les articles homonymes, voir Chambliss.
Carroll Christopher Chambliss, né le 26 décembre 1948 à Dayton (Ohio) aux États-Unis, est un joueur américain de baseball qui évolua en Ligue majeure de baseball de 1971 à 1988 avant de devenir entraîneur des frappeurs.

## Carrière de joueur
Drafté au premier rang du premier tour par les Indians de Cleveland en 1970, Chris Chambliss fait ses débuts en ligue majeure en 1971 et est désigné meilleure recrue de l'année en Ligue américaine.
Après trois saisons pleines chez les Indians, Chambliss débute sa quatrième saison en signant une moyenne au bâton de 0,328 sur ses 17 premières sorties en 1974. Il est transféré chez les Yankees de New York où il termine la saison. Après une bonne saison 1975 (,304 de moyenne au bâton), il est sélectionné au match des étoiles en 1976 et termine cinquième du vote joueur par excellence de la saison 1976.
Avec les Yankees, Chambliss remporte deux fois les Séries mondiales (1977 et 1978).
Il change de club en 1980 après un échange entre les Yankees et les Braves d'Atlanta. Devenu agent libre en 1986, il n'est recruté par aucune franchise jusqu'en 1988. Les Yankees l'utilisent au cours d'un seul match cette saison. Il effectue un seul passage au bâton qui se solde par un retrait sur prises.

## Carrière d'entraîneur
Chambliss est entraîneurs des frappeurs des Yankees de New York (en 1988, puis de 1996 à 2000), des Cardinals de Saint-Louis (1993 à 1995), des Mets de New York (en 2002), des Reds de Cincinnati (2004 à 2006) puis des Mariners de Seattle (2011-2012). Les Mariners le congédient après la saison 2012, après deux années où l'équipe s'est chaque fois classée dernière des majeures pour la moyenne au bâton, la moyenne de présence sur les buts et la moyenne de puissance.
Chambliss fait partie du personnel d'instructeurs des Yankees lors de quatre conquêtes de la Série mondiale, celles de 1996, 1998, 1999 et 2000.